# Stefan Stolarz
Stefan Stolarz (ur. 31 sierpnia 1889 w Pisarzowej, zm. wiosną 1940 w Katyniu) – podpułkownik piechoty Wojska Polskiego, ofiara zbrodni katyńskiej.

## Życiorys
Urodził się w 31 sierpnia 1889 jako syn Tomasza. W czasie I wojny światowej walczył w szeregach cesarsko-królewskiej Obrony Krajowej. Na stopień podporucznika rezerwy został mianowany ze starszeństwem z dniem 1 stycznia 1916. W 1918 jego oddziałem macierzystym był pułk strzelców Nr 32.
Po odzyskaniu przez Polskę niepodległości został przyjęty do Wojska Polskiego dekretem z 3 kwietnia 1919 z zatwierdzeniem posiadanego stopnia porucznika ze starszeństwem z dniem 1 maja 1918. Otrzymał przydział z dniem 1 listopada 1918 do 20 pułku piechoty. Brał udział w wojnie polsko-ukraińskiej i wojnie polsko-bolszewickiej w szeregach 2 pułku Strzelców Podhalańskich, pełniąc funkcję dowódcy kompanii.
3 maja 1922 roku został zweryfikowany w stopniu majora ze starszeństwem z dniem 1 czerwca 1919 roku i 449. lokatą w korpusie oficerów piechoty, a jego oddziałem macierzystym był nadal 2 pułk Strzelców Podhalańskich. 10 lipca 1922 roku został zatwierdzony na stanowisku dowódcy batalionu w 5 pułku Strzelców Podhalańskich w Przemyślu. W następnym roku, w tym samym pułku, pełnił obowiązki dowódcy batalionu sztabowego, a w 1924 zajmował stanowisko kwatermistrza pułku. W 1928 pełnił funkcję dowódcy I batalionu w 50 pułku piechoty Strzelców Kresowych w Kowlu. 23 stycznia 1929 roku został mianowany podpułkownikiem ze starszeństwem z dniem 1 stycznia 1929 roku i 10. lokatą w korpusie oficerów piechoty. W marcu tego roku został przeniesiony do Powiatowej Komendy Uzupełnień Kowel na stanowisko pełniącego obowiązki komendanta. W marcu 1934 został zwolniony z zajmowanego stanowiska z pozostawieniem bez przynależności służbowej i z równoczesnym oddaniem do dyspozycji dowódcy Okręgu Korpusu Nr II. Z dniem 30 czerwca 1934 został przeniesiony w stan spoczynku.
Po wybuchu II wojny światowej 1939, kampanii wrześniowej i agresji ZSRR na Polskę z 17 września 1939 został aresztowany przez Sowietów. Był przetrzymywany w obozie w Kozielsku. Wiosną 1940 został przetransportowany do Katynia i rozstrzelany przez funkcjonariuszy Obwodowego Zarządu NKWD w Smoleńsku oraz pracowników NKWD przybyłych z Moskwy na mocy decyzji Biura Politycznego KC WKP(b) z 5 marca 1940. Został pochowany na terenie otwartego 28 lipca 2000 Polskiego Cmentarza Wojennego w Katyniu, gdzie w 1943 jego ciało zidentyfikowano pod numerem 469 podczas ekshumacji prowadzonych przez Niemców (przy jego zwłokach zostały znalezione legitymacja wojskowa, karta członka PCK, karta na broń, wieczne pióro, fotografia).
Był żonaty, miał córkę Ewę.

## Upamiętnienie
5 października 2007 roku Minister Obrony Narodowej Aleksander Szczygło awansował go pośmiertnie do stopnia pułkownika. Awans został ogłoszony 9 listopada 2007 roku w Warszawie, w trakcie uroczystości „Katyń Pamiętamy – Uczcijmy Pamięć Bohaterów”.
W ramach akcji „Katyń... pamiętamy” / „Katyń... Ocalić od zapomnienia” zostały zasadzone Dęby Pamięci honorujące Stefana Stolarza: przy Zespole Szkół Ogólnokształcących i Zawodowych w Limanowej (nieopodal rodzinnej Pisarzowej) oraz w Kijanach.

## Ordery i odznaczenia
- Krzyż Walecznych
- Medal Niepodległości
- Medal Pamiątkowy za Wojnę 1918–1921
- Medal Dziesięciolecia Odzyskanej Niepodległości[18]
- Signum Laudis Srebrny Medal Zasługi Wojskowej z mieczami na wstążce Krzyża Zasługi Wojskowej[1]
- Signum Laudis Brązowy Medal Zasługi Wojskowej z mieczami na wstążce Krzyża Zasługi Wojskowej[1]